# Телешовка (Ульяновская область)
Телешовка — село в составе Цильнинского городского поселения Цильнинского района Ульяновской области. 

## География
Находится восточной части района на расстоянии примерно 1 километр на восток по прямой от центра поселения поселка Цильна. 

## История
Основано в 1648 году симбирскими дворянами на пожалованной им земле: Петру Григорьеву Телешову (50 четв.), Селиверсту Филиппову Языкову (40 четв.), Роману, Петру и Титу Никифоровым Языковым (по 40 четв.), Исаю Иванову Ховрину (50 четв.), Ивану Лаврентьеву Пашкову (40 четв.), Борису, Семену и Тимофею Ивановым Бардиным (по 40 четв.). Но из них только один Телешов поселился здесь, остальные продали ему пожалованную им землю.   
В 1698 году здесь числилось 9 дворов.  
Церковь в с. Телешовке, во имя Покрова Богородицы была построена в начале 18-го столетия, так как в документах 1742 года Телешовка называется уже селом; в 1781 году эта церковь заново перестроена на общие средства всех помещиков; в 1887 году она сгорела и в 1888-89 году построена новая церковь в честь Преображения Господня, с приделом во имя св. Николая Чудотворца.  
В 1780 году село Николаевское Телешевка тож, при озере, помещичьих крестьян и однодворцев, вошло в состав Симбирского уезда Симбирского наместничества.   
В 1859 году село Телешевка в 1-м стане, по почтовому тракту из г. Симбирска в г. Казань, в Симбирском уезде Симбирской губернии, имеется церковь. Рядом же находилась деревня Телешевский Выселок, основанная телешевскими крестьянами.
Церковно-приходская школа была открыта в 1886 году.
В 1913 году в селе было 142 двора и 715 жителей, преимущественно русских, церковь и школа.   
В дореволюционный период местные жители занимались разведением кошек и переработкой их шкурок в меха и меховые изделия.  
Постановлением Президиума ВЦИК от 19 сентября 1927 г. Шумовская волость Ульяновского уезда переименована в Телешовскую с перенесением волостного центра из Шумовки в Телешовку бывшей Шумовской волости.  
В 6.1928 года Телешовка стала административным центром Телешовского района в составе Ульяновского округа. Постановлением ВЦИК от 21.01.1929 г. Телешовский район был ликвидирован, а территория вошла в состав Богдашкинского района. 
В советский период работали колхозы им. Сталина и «Россия». 

## Население
Население составляло: на 1780 г. - 85 человек; 342 человека в 2002 году (русские 29%, чуваши 64%), 323 по переписи 2010 года.